# 奧斯韋戈 (印第安納州)
奧斯韋戈（英語：Oswego）是一個位於美國印地安納州科西阿斯科縣的非建制地區。該地區的面積和人口皆未知。